# Championnat du Paraguay de football 1948
Navigation
Édition précédente Édition suivante
La 38e édition du championnat du Paraguay de football est remportée par le Club Olimpia. C’est le treizième titre de champion du club. Club Nacional l’emporte avec trois points d’avance sur Club Cerro Porteño et cinq points devant Sportivo Luqueño. 
Fabio Franco est le meilleur buteur du championnat avec 24 buts.

## Les clubs de l'édition 1948
| \| Asuncion: · Olimpia · Nacional · Sol de América · Guaraní · Cerro Porteño · River Plate · Atlántida Asuncion Club Presidente Hayes Club Sportivo Luqueño \| Localisation des clubs engagés dans le championnat. |
| Asuncion: · Olimpia · Nacional · Sol de América · Guaraní · Cerro Porteño · River Plate · Atlántida Asuncion Club Presidente Hayes Club Sportivo Luqueño                                                           |

| Club                  | Stade | Capacité | Ville    |
| --------------------- | ----- | -------- | -------- |
| Atlántida Sport Club  | -     | -        | Asuncion |
| Club Cerro Porteño    | -     | -        | Asuncion |
| Club Guaraní          | -     | -        | Asuncion |
| Club Libertad         | -     | -        | Asuncion |
| Club Nacional         | -     | -        | Asuncion |
| Club Olimpia          | -     | -        | Asuncion |
| Club Presidente Hayes | -     | -        | Tacumbu  |
| Club River Plate      | -     | -        | Asuncion |
| Club Sol de América   | -     | -        | Asuncion |
| Sportivo Luqueño      | -     | -        | Luque    |

## Compétition

### Classement
| Rang | Équipe                | Pts | J  | G  | N | P | Bp | Bc | Diff |
| ---- | --------------------- | --- | -- | -- | - | - | -- | -- | ---- |
| 1    | Club Olimpia (T)      | 28  | 18 | 12 | 4 | 2 | 0  | 0  | 0    |
| 2    | Club Guaraní          | 25  | 18 | ?  | ? | ? | 0  | 0  | 0    |
| 2    | Club Nacional         | 23  | 18 | ?  | ? | ? | 0  | 0  | 0    |
| 4    | Club Cerro Porteño    | 19  | 18 | ?  | ? | ? | 0  | 0  | 0    |
| 5    | Club River Plate      | 15  | 18 | ?  | ? | ? | 0  | 0  | 0    |
| 5    | Atlántida Sport Club  | 15  | 18 | ?  | ? | ? | 0  | 0  | 0    |
| 7    | Sportivo Luqueño      | 14  | 18 | ?  | ? | ? | 0  | 0  | 0    |
| 7    | Club Sol de América   | 14  | 18 | ?  | ? | ? | 0  | 0  | 0    |
| 7    | Club Libertad         | 14  | 18 | ?  | ? | ? | 0  | 0  | 0    |
| 10   | Club Presidente Hayes | 13  | 18 | ?  | ? | ? | 0  | 0  | 0    |

| Légende : Qualifications et relégations | Légende : Qualifications et relégations |
| --------------------------------------- | --------------------------------------- |
|                                         | Champion du Paraguay                    |
|                                         | Relégation en deuxième division         |
|                                         | (T) : Tenant du titre (P) : Promus      |

## Bilan de la saison
| Championnat du Paraguay de football 1948                             |                                           |
| Champion                                                             | Club Olimpia (13e titre)                  |
| Promotions et relégations                                            |                                           |
| Promus en Primera División                                           | Asuncion FBC ( passage de 10 à 11 clubs ) |
| Relégués en Championnat du Paraguay de football de deuxième division | Aucun                                     |

## Statistiques

### Meilleur buteur
- Fabio Franco (Club Nacional) 24 buts